# Dani Karavan
Daniel "Dani" Karavan (Tel Aviv, 7 december 1930 – aldaar, 29 mei 2021) was een Israëlische beeldhouwer, wiens werken gerekend kunnen worden tot Land art.

## Leven en werk
Karavan werd geboren in 1930 als zoon van Abraham Karavan, de stadsarchitect van Tel Aviv, die in 1920 naar het Britse mandaatgebied Palestina was geëmigreerd. In 1943 ging hij in de leer bij de uit Roemenië gevluchte schilder Marcel Janco in Tel Aviv en van 1944 tot 1949 studeerde hij aan de Bezalal School of Arts in Jeruzalem. Hij vervolgde in 1956 zijn kunststudie aan de Accademia di Belle Arti di Firenze in Florence en vervolgens aan de Académie de la Grande Chaumière in Parijs.
De kunstenaar woonde en werkte in Tel Aviv, Parijs en Florence. Hij vertegenwoordigde Israël in 1976 bij de Biënnale van Venetië.
Karavan overleed op 90-jarige leeftijd.

## Werken (selectie)

### Duitsland
- Neurenberg: Straße der Menschenrechte (1988-1993), leidt naar de ingang van het Germanisches Nationalmuseum. Het werk bestaat uit een poort en 27 witte betonnen palen, alsmede twee betonnen kopplaten en een glazen wand, met de artikelen van de Universele Verklaring van de Rechten van de Mens in verschillende talen gegraveerd. Dit werk is gecreëerd om als tegenwicht te dienen voor de rol van Neurenberg tijdens het nazi-regiem.
- Regensburg: Misrach (2005) ter herinnering aan de vernielde synagoge bij de Regensburger Pogrom van 1519 in de vorm van een beloopbaar bodemreliëf op de Neupfarrplatz.
- Duisburg: Garten der Erinnerung (1996-1999), een 3 ha groot park. Het was Karavans tot nu toe omvangrijkste werk in Duitsland.
- Keulen: Ma'alot (1980-1986), Heinrich-Böll-Platz - sculptuur en plein.
- Berlijn: Memorial to the Sinti and Roma of Europe murdered under national socialism (2012), een herdenkingsmonument voor de door de nazi's vermoorde Roma en Sinti.

### Frankrijk
- Cergy-Pontoise bij Parijs: Axe Majeur (1980), een 3 km lang, sculpturaal project.
- Gurs: Mémorial national (1994) in opdracht van de Franse staat als monument ter herinnering aan het door het Vichy-Regime begane onrecht.

### Israël
- Beër Sjeva: Negev Brigade Monument
- The Lola Beer Ebner Sculpture Garden: White Square
- Negevwoestijn, dicht bij Nizzana: Way of Peace (1996-2000)

### Italië
- Bijdrage aan het beeldenpark Il Giardino di Daniel Spoerri van de Zwitserse kunstenaar Daniel Spoerri in Seggiano (regio Toscane): Adamo ed Eva (2002)
- Beeldenpark Villa Celle bij Pistoia: Linea 1-2-3 (1982-1989)

### Spanje
- Madrid, Beelden in het Parque Juan Carlos I: Sin Titulo
- Portbou, monument ter nagedachtenis aan Walter Benjamin, die hier in 1940 zelfmoord pleegde, op de vlucht voor de nazi's.

## Fotogalerij

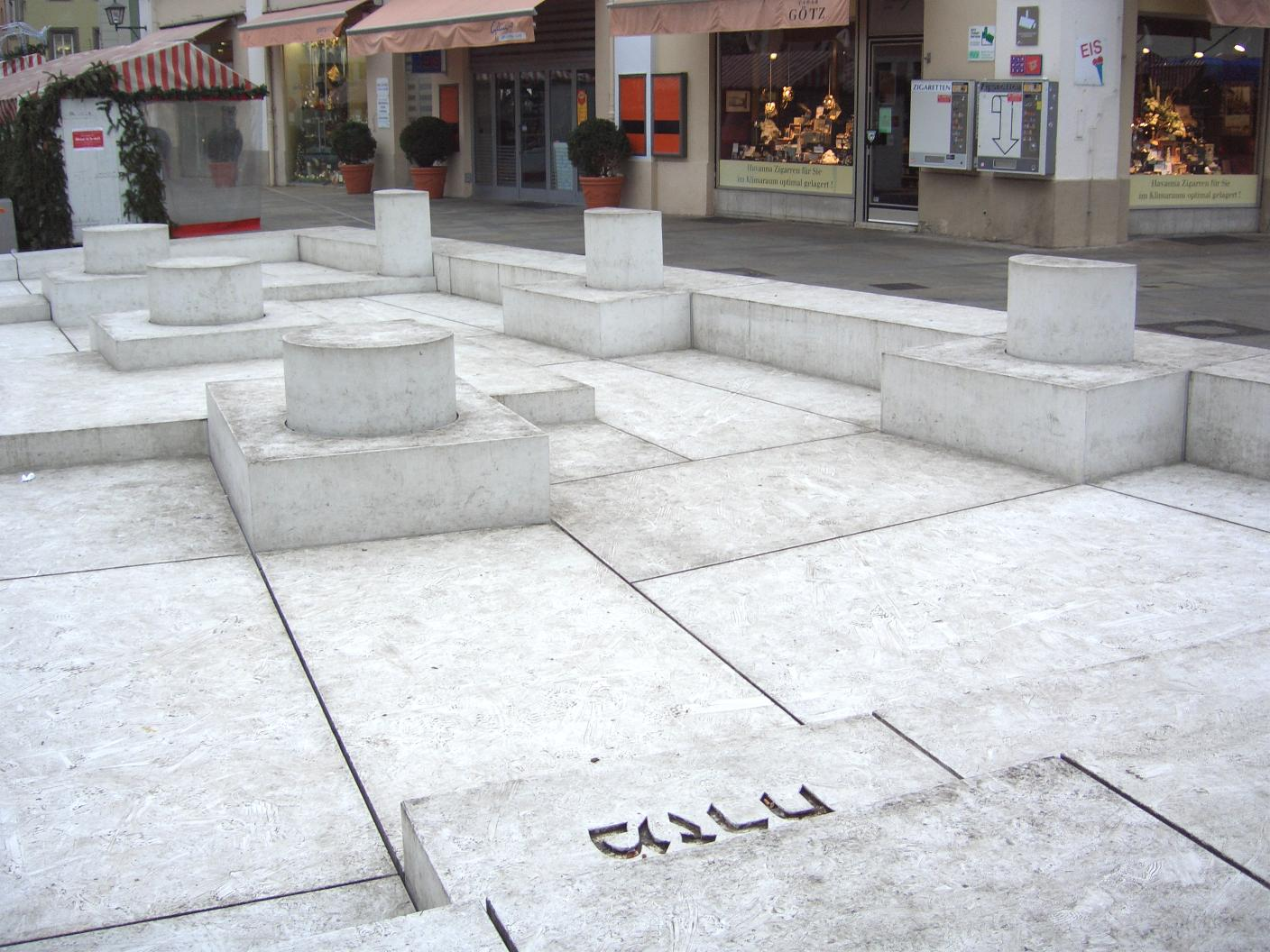
Bodemreliëf "Misrach", Neupfarrplatz, Regensburg
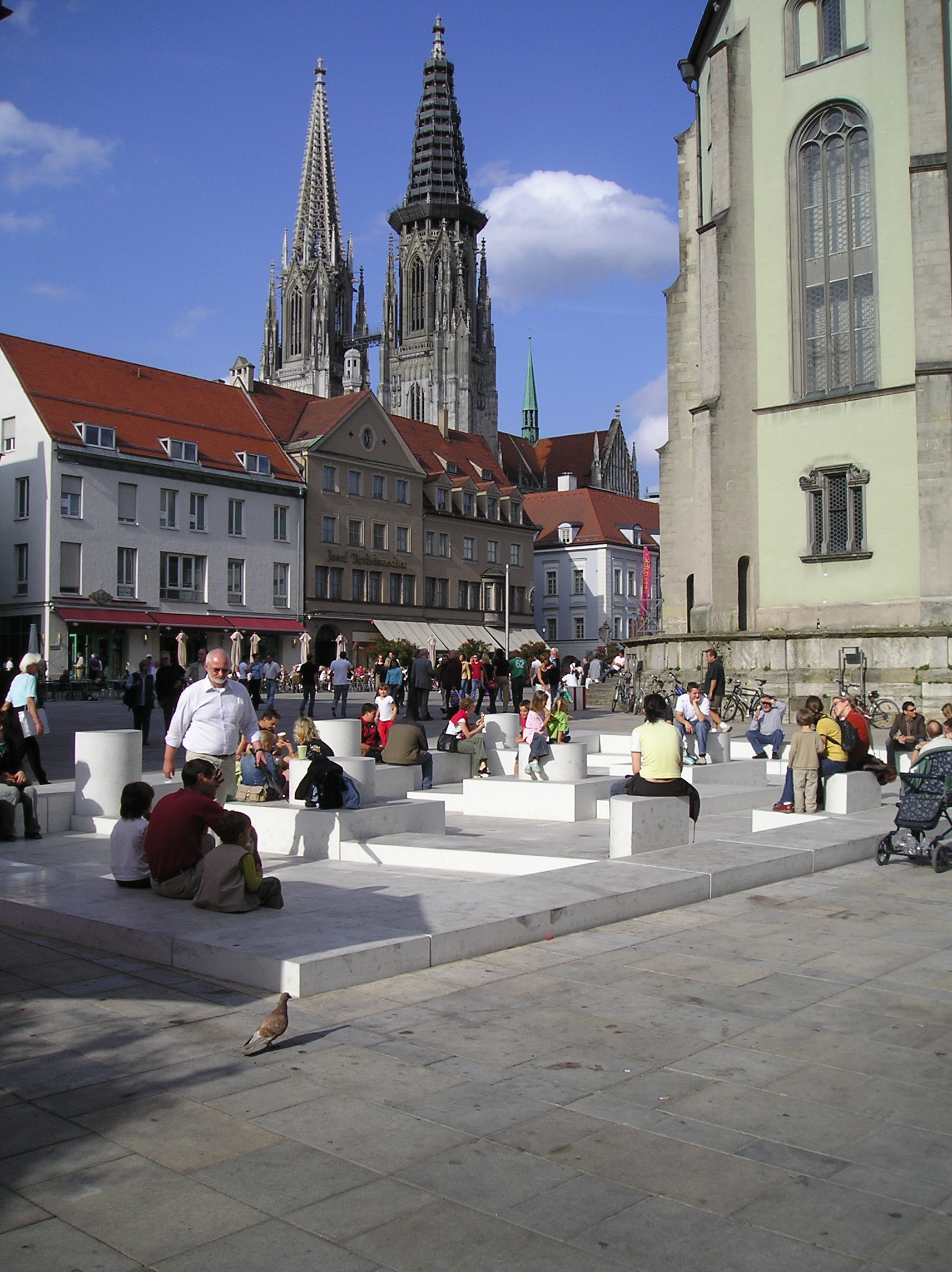
Misrach in Regensburg
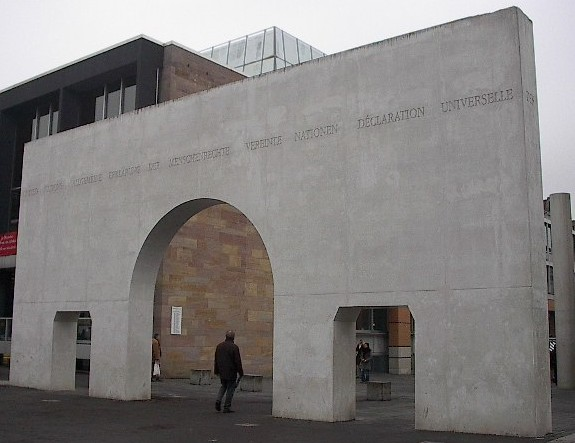
Betonnen ingang Neurenberg
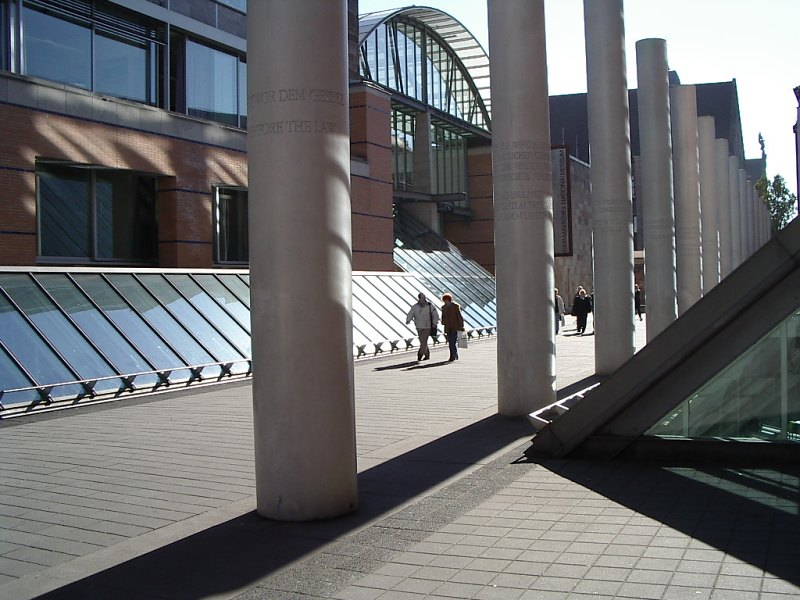
Straße der Menschenrechte in Neurenberg
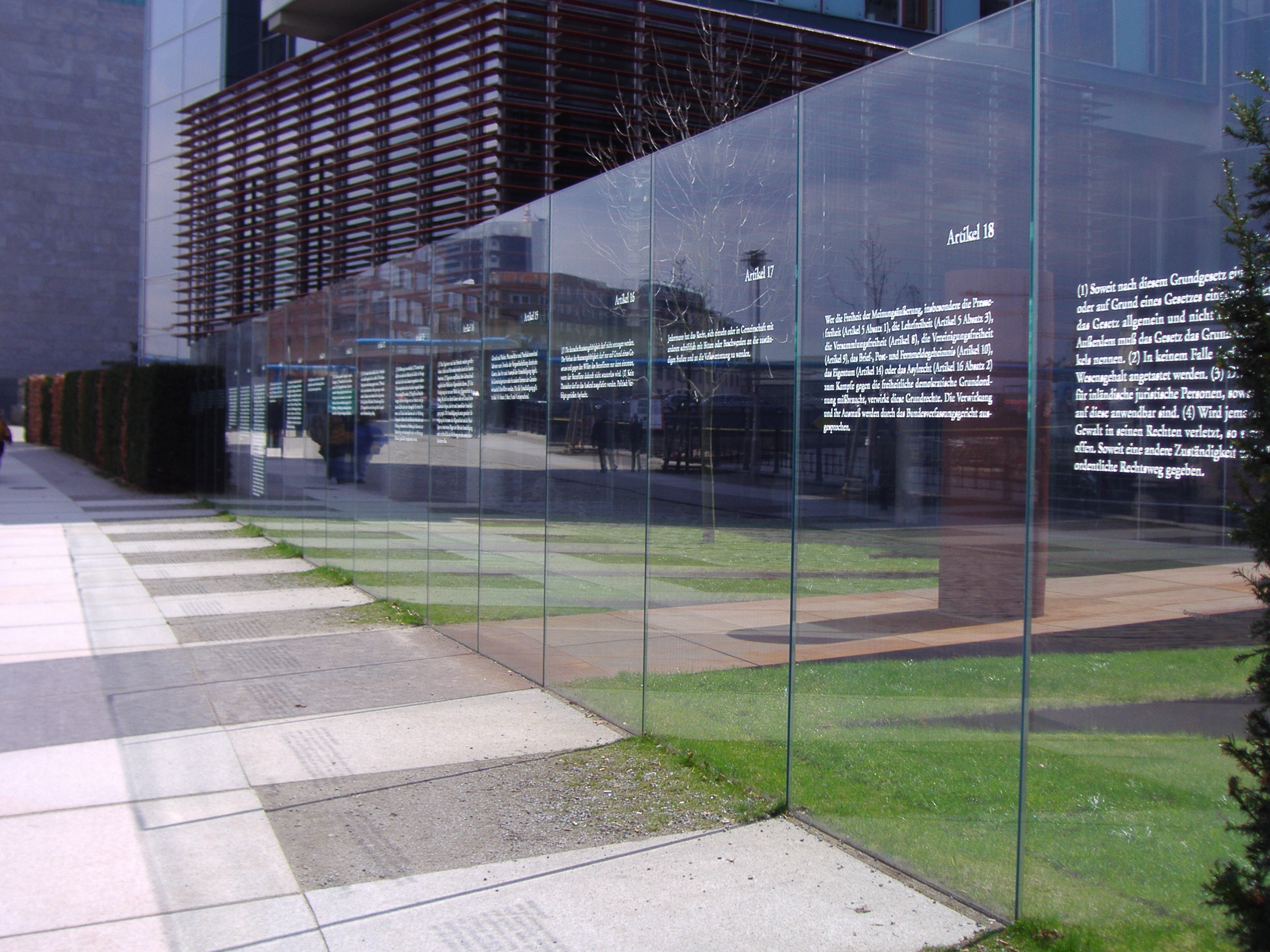
Gegraveerde artikelen Neurenberg
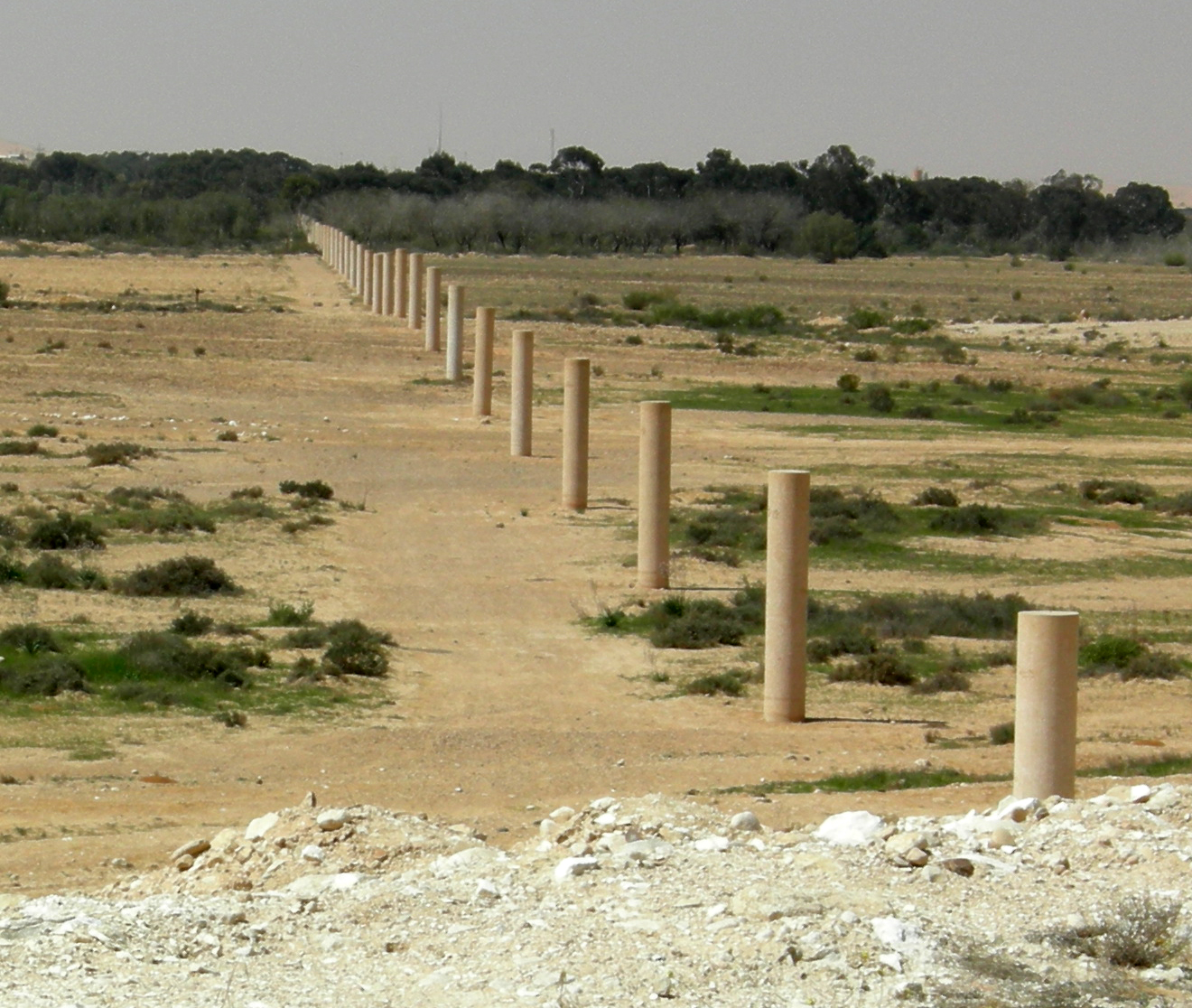
Way of Peace in de Negevwoestijn
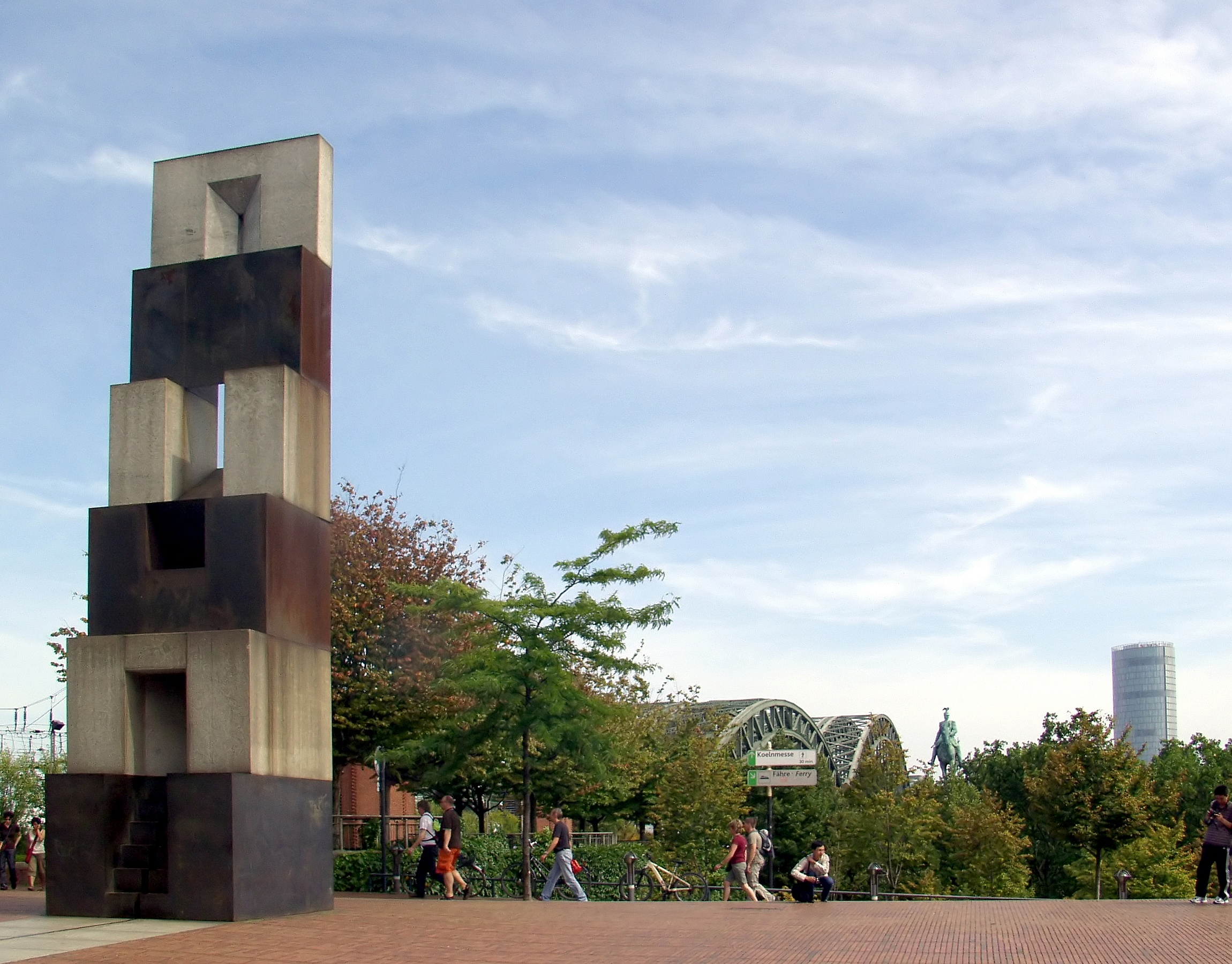
Ma'alot in Keulen
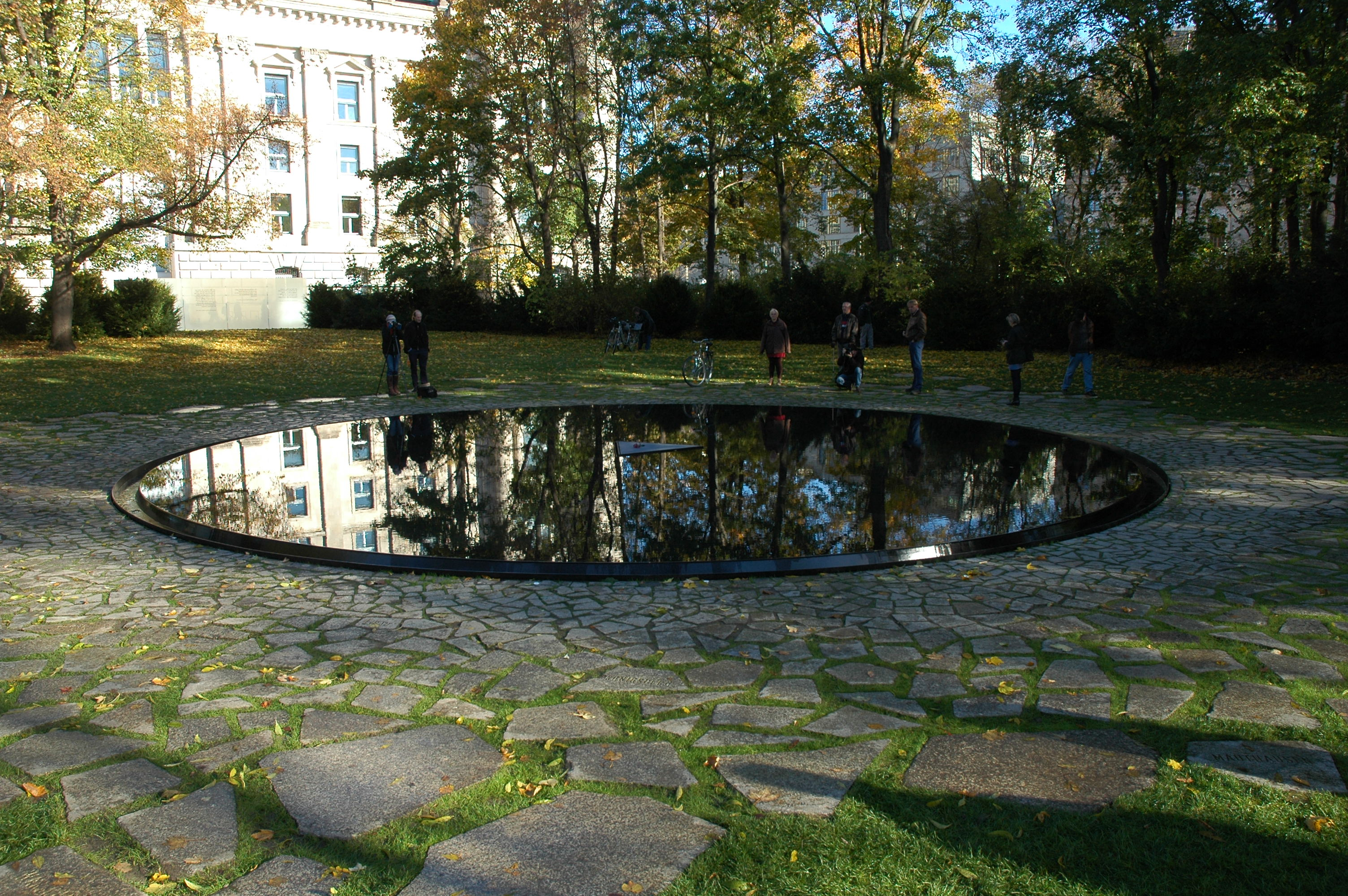
Monument voor Sinti en Roma in Berlijn